# Talib Tawatha
Talib Tawatha (arab. ‏طالب طواطحة‎, hebr. ‏טאלב טואטחה‎; ur. 21 czerwca 1992 w Dżisr az-Zarka) – izraelski piłkarz, pochodzenia sudańskiego, występujący na pozycji obrońcy w bułgarskim klubie Łudogorec Razgrad.

## Kariera klubowa
Tawatha jest wychowankiem klubu Maccabi Hajfa. W barwach drużyny zadebiutował 21 listopada 2009 roku w meczu ligowym przeciwko Maccabi Ahi Nazaret. W sezonie 2010/2011 Maccabi Hajfa zostało mistrzem kraju, a Tawatha zdobył nagrodę "Young Discovery Award". W 2016 roku wraz ze swoim klubem wygrał rozgrywki o Puchar Izraela. Dla klubu z Hajfy był to pierwszy triumf w tych rozgrywkach od 18 lat.
Latem 2016 trafił do Eintrachtu Frankfurt. W Bundeslidze zadebiutował 20 września 2016 roku w starciu przeciwko FC Ingolstadt 04. W sezonie 2016/2017 zdobył bramkę w półfinale Pucharu Niemiec przeciwko Borussii Mönchengladbach. W meczu finałowym wszedł jako zmiennik w 56. minucie spotkania z Borussią Dortmund. Eintracht mecz finałowy przegrał, jednak rok później zdobyli już Puchar Niemiec, jednak tym razem Tawatha nie wystąpił w finale. 29 sierpnia 2019 roku rozwiązał umowę z Eintrachtem, która miała obowiązywać jeszcze przez rok.
11 września 2019 roku podpisał kontrakt z mistrzem Bułgarii - Łudogorcem Razgrad.

## Kariera reprezentacyjna
W reprezentacji Izraela zadebiutował 26 marca 2011 roku w meczu eliminacji Mistrzostw Europy przeciwko Łotwie. Na boisku przebywał przez pełne 90 minut, a mecz zakończył z żółtą kartką na koncie.

## Sukcesy
Maccabi Hajfa
- Mistrzostwo Izraela: 2011
- Puchar Izraela: 2016

Eintracht Frankfurt
- Puchar Niemiec: 2018

Łudogorec Razgrad
- Mistrzostwo Bułgarii: 2020